# Haus Weitmar

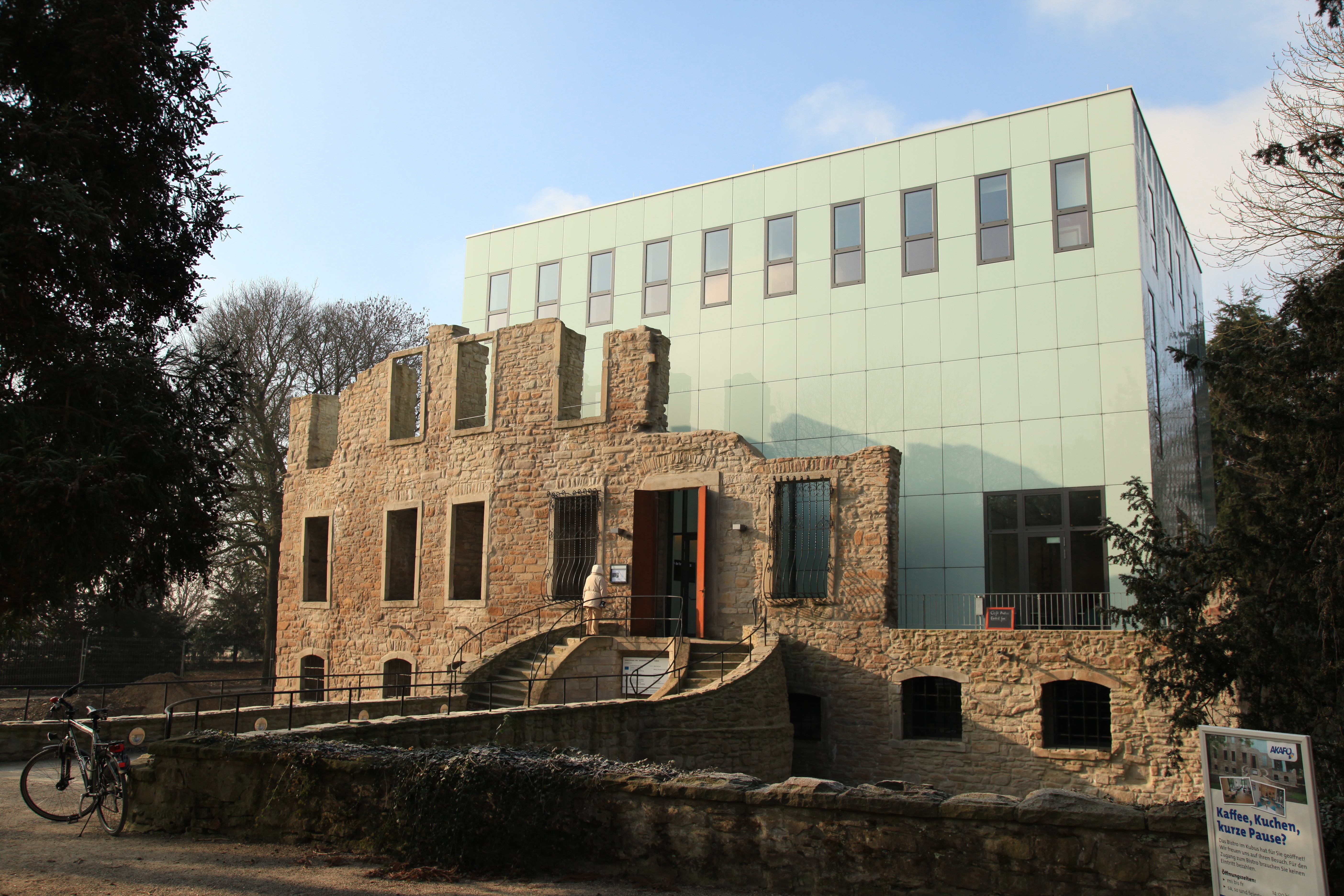
Ruine des Hauses Weitmar mit dem Kubus-Neubau, Ansicht von Osten

Schematischer Lageplan des Hauses Weitmar im Jahr 1892

Das Haus Weitmar ist ein ehemaliger Adelssitz im Bochumer Stadtteil Weitmar. Er ging aus einem Schultenhof des Klosters Werden hervor, dessen Wurzeln im 8./9. Jahrhundert zu suchen sind. Im 12. Jahrhundert mit einem Wassergraben umgeben, wurde er in der ersten Hälfte des 13. Jahrhunderts zu einem repräsentativen Sitz ausgebaut. Erweiterungen in der zweiten Hälfte des 15. Jahrhunderts unter der Familie von Brüggeney genannt Hasenkamp und ein Ausbau im 18. Jahrhundert mündeten in einem klassizistisch aussehenden Herrenhaus mit Vorburg. Nordwestlich davon stand eine zu Ehren des  heiligen Silvester geweihte Kapelle, die jedoch während der Reformation ihre Funktion als Hauskapelle einbüßte. Nach Aussterben der Familie von Hasenkamp war Haus Weitmar kurzzeitig Eigentum der Familie von Vaerst, ehe es 1780 von Andreas Friedrich Wilhelm von Berswordt-Wallrabe gekauft wurde. Seine Familie ist auch heute noch Eigentümerin.
Haus Weitmar wurde im Zweiten Weltkrieg durch Fliegerbomben zerstört. Die Ruinen des Herrenhauses mit seiner Freitreppe, die Reste der Kapelle inklusive dreier Grabplatten sowie ein Torhaus und eine Toranlage vom Beginn des 20. Jahrhunderts sind seit dem 26. April 1995 als Baudenkmal geschützt.

## Geschichte

### Anfänge
Haus Weitmar entwickelte sich aus einer Hofstelle, die schon in karolingischer Zeit existierte. Dies bewiesen Keramikfragmente von unter anderem Hunneschans Keramik, die bei einer Ausgrabung gefunden wurden und in das 8./9. Jahrhundert datiert werden konnten. Um das Jahr 1000 war dieser Hof ein Oberhof (curtis) mit sechs abhängigen Unterhöfen, den Hugbald und seine Schwester Reinwi mitsamt wichtigen Rechten in der Weitmarer Mark an die Benediktinerabtei Werden übertrugen. Das Kloster vergab das Gut fortan als Lehen und nutzte ihn als Schultenhof, der dem Kloster abgabenpflichtig war. Er erscheint während des 11. und 12. Jahrhunderts unter verschiedenen Namensvarianten in Urkunden: Uuedmeri (um 1000), Uuetmere (11. Jahrhundert), Wetmare (1153) und Weitmere (ca. 1150). Seit dem 12. Jahrhundert war der Hof von einer Gräfte geschützt und somit ein für Westfalen typischer Gräftenhof. Ausgrabungen zeigten, dass dieser Wassergraben mindestens zwei Meter tief und mehr als zehn Meter breit gewesen ist. Durch darin gefundene Scherben von Pingsdorfer und Paffrather Irdenware konnte festgestellt werden, dass er im frühen 13. Jahrhundert bei einem umfassenden Ausbau des Oberhofs zugeschüttet worden sein muss. Zu jener Zeit wurde im Bereich des einstigen Grabens ein Zweiraumhaus errichtet, das den Kern der späteren Anlage bildete. Offenbar baute ein Dienstmann der Werdener Abtei den Schultenhof zu einem repräsentativeren Sitz aus, denn vor 1250 entstand auf dem Hofareal auch eine nordwestlich des Zweiraumhauses gelegene Kapelle.
Erster namentlich bekannter Lehnsnehmer des Hauses Weitmar war im späten 14. Jahrhundert der auf Haus Heck ansässige Johann von Lüttelnau. Während seiner Zeit wurde Weitmar – ebenso wie die umliegenden Bauerschaften Bisping, Klevinghusen, Nevel, Branthorpe und Eppendorf – in der Dortmunder Fehde 1388/1389 durch 40 Reisige unter ihrem Führer Bitter von Raesfeld geplündert. Johanns Tochter Grete heiratete 1391 den späteren Amtmann von Werden und Hattingen, Johann von Kückelsheim. Als Pfand für die Aussteuer in Höhe von 500 Goldschilden stellte ihm der Brautvater das Haus Weitmar zur Verfügung. Entsprechend belehnte der Werdener Abt nach der Hochzeit Johann von Kückelsheim mit dem Schultenhof. Nach seinem Tod im Jahr 1421 folgte Wilhelm von Uhlenbrock von Haus Oefte als Lehnsnehmer des Hauses. Nach ihm belehnte der Werdener Abt Johann und Heinrich von Galen mit dem Gut. Letzterer trat es 1481 an Wennemar von (der) Brüggeney, genannt Hasenkamp, ab, der in der Folge damit belehnt wurde. Außerdem erhielt er als Lehen auch das Holzrichteramt der Weitmarer Mark und den Hof Bisping, der gleichfalls dem Kloster Werden gehörte.

### Allmählicher Ausbau

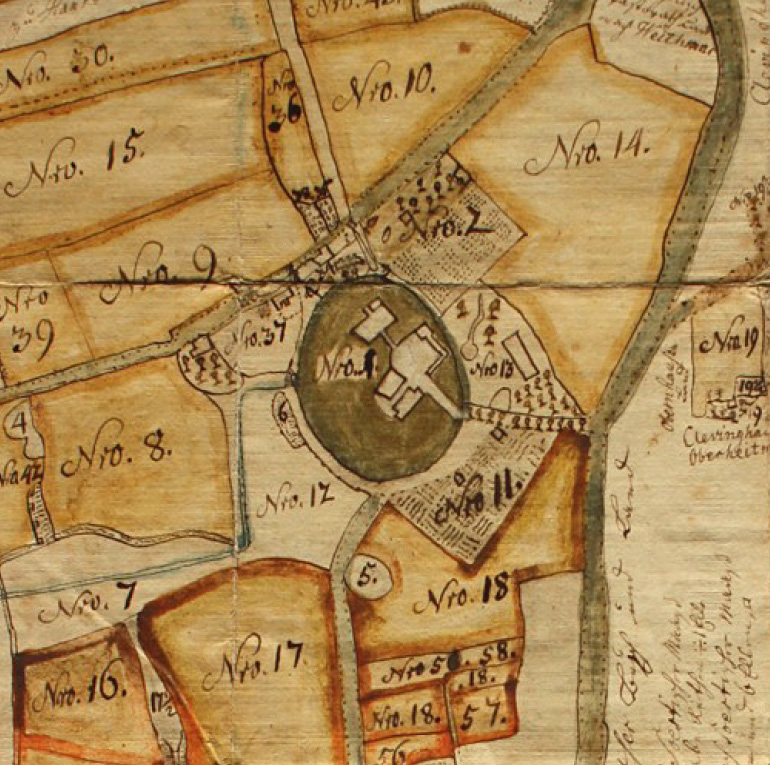
Haus Weitmar auf einer Karte aus dem Jahr 1780

Wennemar war märkischer Amtmann von Bochum und hatte schon im Mai 1464 die Erlaubnis erhalten, auf dem Grund des Schultenhofes Weitmar ein neues Wohnhaus zu errichten, weil sein alter Familienstammsitz in Stiepel baufällig geworden war. Möglicherweise steht ein in der zweiten Hälfte des 15. Jahrhunderts erfolgter Ausbau des Zweiraumhauses in Zusammenhang mit dem Umzug Wennemars nach Weitmar. Er war der erste Lehnsnehmer, der das Gut selbst bewohnte, anstatt es von Bauern bewirtschaften zu lassen. Bei dem Ausbau wurde dem Haus an seiner Südostecke ein nahezu quadratischer Anbau hinzugefügt, sodass es anschließend einen L-förmigen Grundriss besaß.
Im 16. Jahrhundert war die Familie von Hasenkamp nicht mehr alleiniger Besitzer Weitmars. Sie musste es sich mit der Familie von Eickel teilen. Christine, die Tochter von Wennemars Enkel Wessel, hatte Heinrich von Eickel geheiratet, der 1577 mit einem Teil des Hauses Weitmar belehnt wurde. 1644 war aber Johann von Hasenkamp der Meinung, dass ihm der Eickeler Teil als Ausgleich für nie beglichene Schulden zustehe und jagte Dietrich von Eickels Witwe und ihre Kinder am 14. August aus dem Haus. Zur endgültigen und rechtskräftigen Übereignung des Hauses kam es allerdings erst am 2. Juni 1650, als die Witwe gegen eine Zahlung von 300 Reichstalern für sich und 2125 holländische Talern für ihre Kinder auf den Eickelschen Teil des Besitzes verzichtete.
Wohl erst im 16. Jahrhundert erhielt Haus Weitmar den Status eines Rittersitzes. Nach einer Brandschatzung durch spanische Soldaten im Jahr 1588 war 1592 schon unter Johanns Vater gleichen Namens ein Neubau errichtet worden. Lange Zeit wurde dies in der Forschung als Neubau des Herrenhauses angesehen, jedoch widerlegten dies Ausgrabungen im Jahr 2009, durch welche die Bauphasen des Haupthauses in andere Zeiten datiert werden konnten. Wahrscheinlicher ist, dass durch die Teilung des Lehens zwischen den Familien von Hasenkamp und von Eickel ein zweites Herrenhaus errichtet wurde. Auf einer Karte aus dem Jahr 1780 ist im Vorburgbereich ein Bau zu erkennen, der nur unwesentlich kleiner war als das eigentliche Haupthaus. Bei diesem könnte es sich um den Neubau aus dem Jahr 1592 gehandelt haben. 1823 war er allerdings schon wieder niedergelegt, denn auf der westfälischen Uraufnahme aus jenem Jahr war er schon als abgerissen gekennzeichnet.
Die Familie Hasenkamp blieb bis in das 18. Jahrhundert Besitzerin des Anwesens. Schon zu seinen Lebzeiten übertrug der Domscholaster Johann Georg von Hasenkamp 1707 das Haus Weitmar seinem Neffen Johann Werner. Damit wurde der Besitz zum ersten Mal seit sieben Generationen nicht vom Vater an einen Sohn vererbt. 1748 baute die Familie noch eine neue katholische Hauskapelle, da die alte Sylvesterkapelle schon seit der Reformation von einer lutherischen Kirchengemeinde genutzt wurde. Jedoch ging es der Familie finanziell schlecht. 1756 erfolgte ein Zwangsverkauf einiger zum Haus gehörender Güter. 1762 wurde gar der Konkurs über das Vermögen des Besitzers von Haus Weitmar eröffnet. Mit dem Tod des unverheirateten Johann von Hasenkamp starb das Geschlecht 1764 aus, und die Rechte an Haus Weitmar sollten verkauft werden. Eine Taxierung des Besitzes im Juni 1764 ergab einen Wert von 8200 Reichstalern, der aber schon beim zweiten Verkaufstermin am 2. November 1764 mit einem Gebot von 13.000 Reichstalern weit übertroffen wurde.

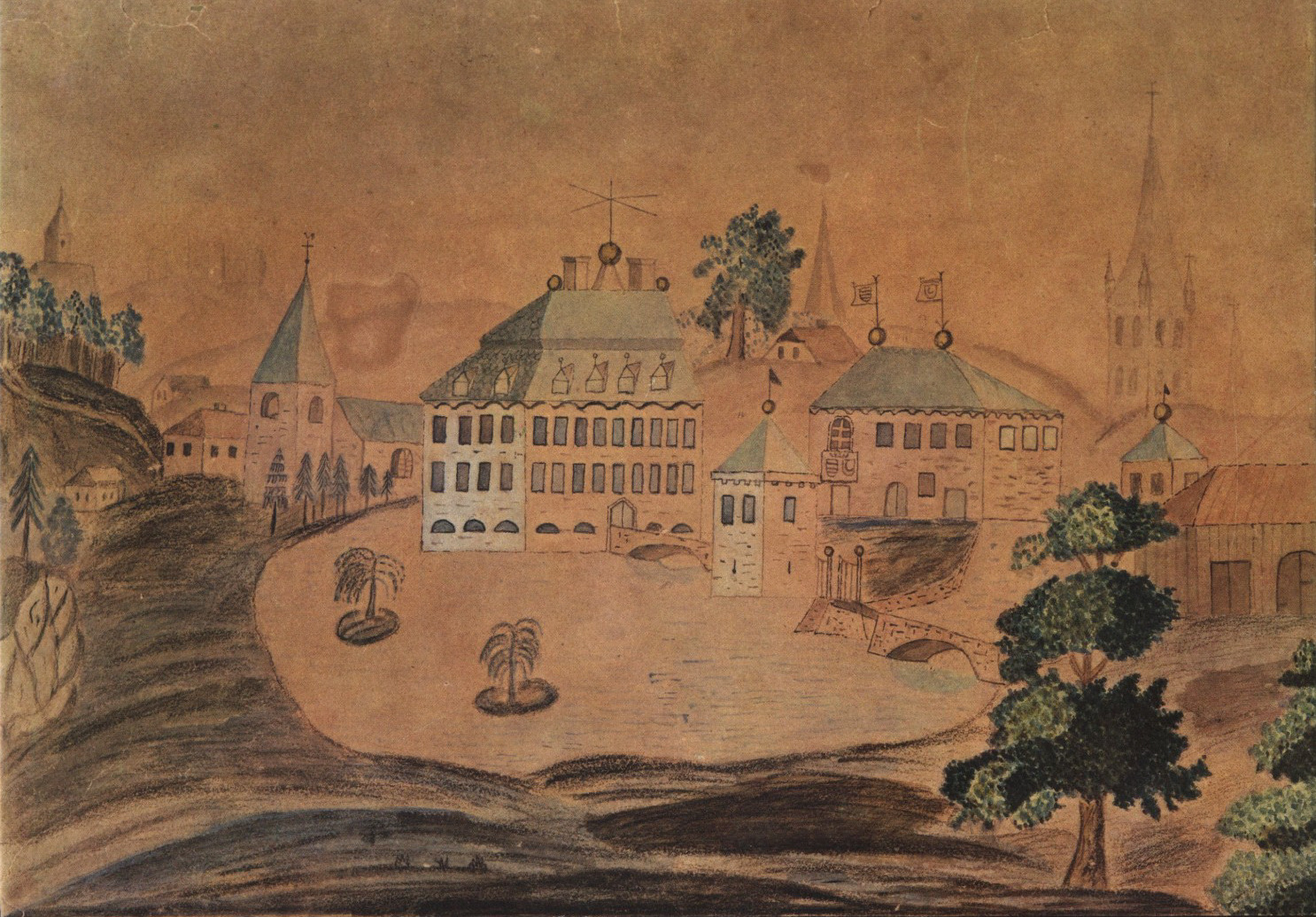
Haus Weitmar 1821

1774 erstand Friedrich Goswin von Vaerst das Gut in einem öffentlichen Nachlassprozess. Er löste das Haus aus dem Lehnsverhältnis zu Werden und wurde Eigentümer des Anwesens. Dies blieb er jedoch nicht lange, sondern er verkaufte es bereits 1780 wieder an Andreas Friedrich Wilhelm von Berswordt-Wallrabe, dessen Familie noch heute Eigentümerin ist und in der benachbarten Galerie m Quartier bezogen hat. Sie ließ im ausgehenden 18. Jahrhundert noch einmal Veränderungen am Herrenhaus vornehmen. Der im Nordosten liegende Raum im Winkel von Kern- und Anbau wurde geschlossen. Dabei kam es entweder zu einer starken Überarbeitung oder zu einer völlig neuen Aufmauerung der Fassaden, um ihnen ein einheitliches klassizistisches Aussehen zu verleihen. Außerdem erhielt das Haus ein mehrgeschossiges Mansarddach. Fassaden und Dachform waren die Gründe dafür, dass spätere Kunsthistoriker Haus Weitmar oft fälschlicherweise als rein klassizistischen Bau einordneten. Ebenfalls im 18. Jahrhundert wurde die spätestens im 16. Jahrhundert angelegte teichartige Gräfte des Anwesens trockengelegt und durch Gartenanlagen ersetzt. Noch bis in die 1930er Jahre existierte nördlich des Hauses ein großer Obstgarten.

### 19. bis 21. Jahrhundert
Wilhelm Friedrich von Berswordt-Wallrabe heiratete 1848 Philippine von Syberg. Durch diese Verbindung kam auch Haus Kemnade in den Besitz der Familie. Ende des 19. Jahrhunderts ließen die Eigentümer fast alle Gärten in einen Landschaftspark umwandeln. Auf der Vorburginsel entstand zeitgleich, unter Einbeziehung von älterer Bausubstanz wie zum Beispiel der Hauskapelle, ein Stall- und Wohngebäude, das zugleich torartigen Charakter hatte. Bei der Gestaltung des Landschaftsgartens blieb die zentrale Mittelachse des Anwesens als dominierendes Element erhalten. Sie wird unter anderem durch eine lange Zufahrtsallee gebildet, an deren Anfangspunkt im Osten zu Beginn des 20. Jahrhunderts ein Torhaus gebaut wurde. 1890 erwarb Ludwig von Berswordt-Wallrabe die derweil heruntergekommene Sylvesterkapelle samt zugehörigem Land für 1000 Mark für das Haus Weitmar zurück. Das kleine Gotteshaus war derart baufällig gewesen, dass die evangelische Kirchengemeinde sich schon in den 1860er Jahren zum Bau einer neuen Kirche an anderer Stelle entschieden und damit keine Verwendung mehr für die Kapelle hatte.

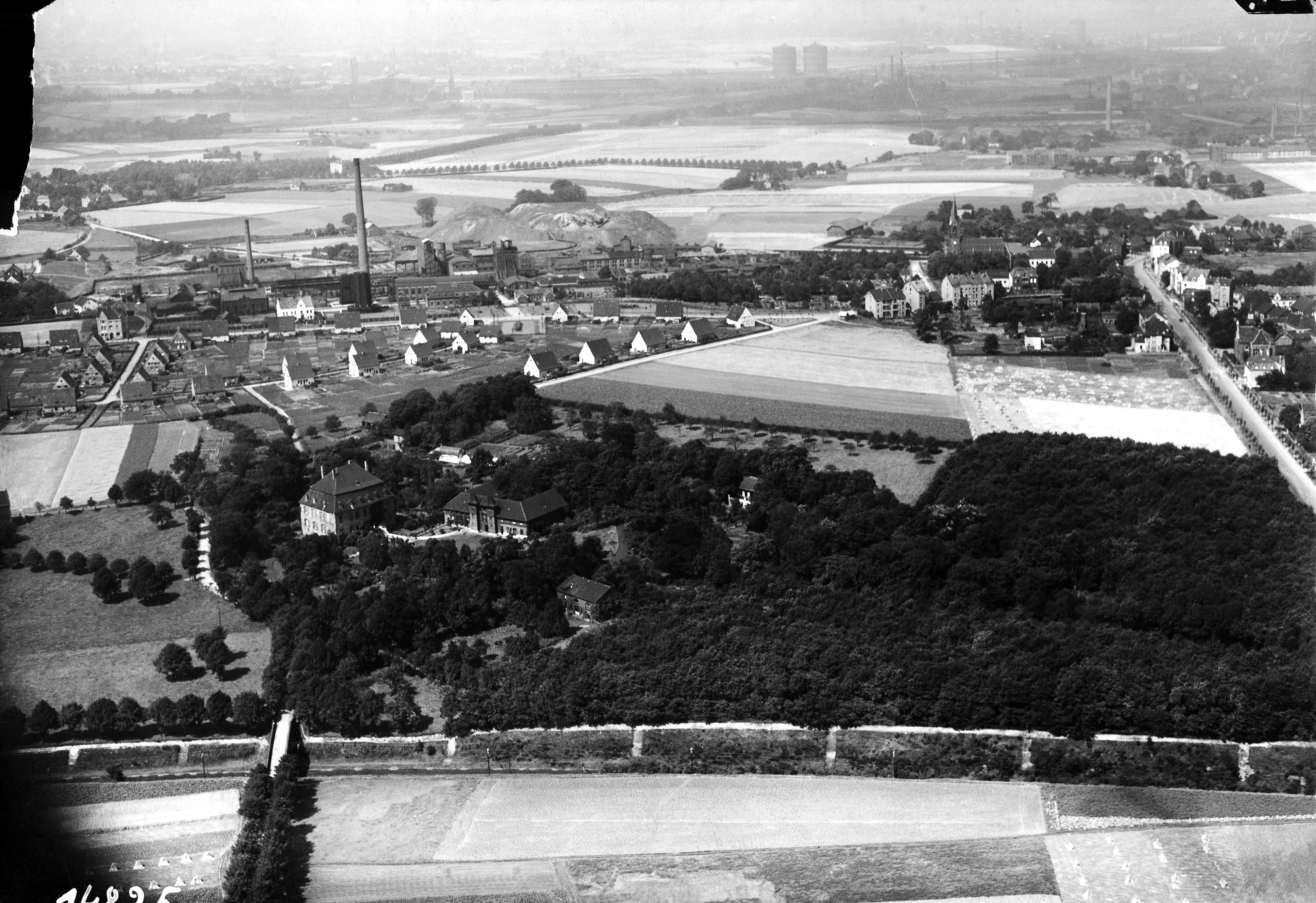
Haus Weitmar, die Wirtschaftsgebäude und der Ortsteil Weitmar, um 1926. Vorn die heutige Springorumtrasse, hinten Zeche General.

Auch in Weitmar wurde das Ortsbild ab Mitte des 19. Jahrhunderts durch die Industrialisierung und den Ruhrbergbau verändert. Südlich des Schlossparks wurde, teils auf alten Schleppbahntrassen, die Eisenbahnverbindung zwischen Dahlhausen und dem Bahnhof Weitmar, errichtet, welche ab 1870 in Betrieb ging (Bahnstrecke Essen-Überruhr–Bochum-Langendreer). Nördlich wurde ab 1873 die Zeche General errichtet. Schon vorher wurden von Friedrich von Bersworth-Wallrabe unter den eigenen Ländereien von 1832 bis 1849 erste Schürfungen und die Mutung betrieben. Dies auch um zu verhindern, dass andere Bergbaubetriebe dort abbauen. Dies gründete sich in dem Betrieb der Zeche Flora.

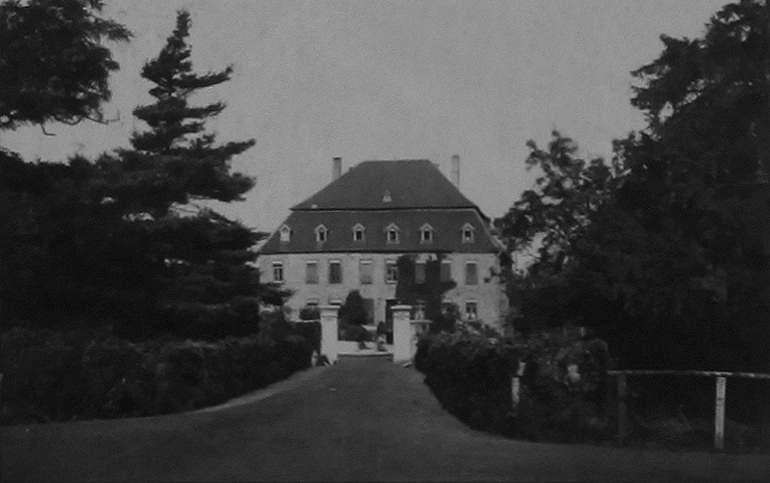
Haus Weitmar vor seiner Zerstörung 1943

Im Zweiten Weltkrieg wurde Haus Weitmar bei dem ersten Großluftangriff auf Bochum am 13. Mai 1943 von Bomben getroffen und brannte bis auf die Außenmauern aus. Dabei ging auch die viele Tausend Bände umfassende Bibliothek des Hauses verloren. Das Vorburggebäude aus dem späten 19. Jahrhundert blieb zwar unversehrt. Ihm wurde aber kein besonderer Denkmalwert zugesprochen, und es wurde um 1973 abgebrochen und vollständig eingeebnet. Bereits 1968 gründete Alexander von Berswordt-Wallrabe im anliegenden Bereich des Schlosses die Galerie m Bochum. Die Ruinen von Herrenhaus und Kapelle wurden in den 1970er Jahren dank der Initiative des Kunstvereins Bochum vor dem endgültigen Verfall gerettet. Die Stadt Bochum pachtete 1974 den derweil verwilderten Park und setzte ihn bis 1978 wieder instand, um ihn anschließend für die Öffentlichkeit zugänglich zu machen. Dabei wurden auch Wege umgelegt oder neu angelegt, der Teich verändert, sowie die Ruinenreste eine ehemaligen Gebäude im Park durch einen kleinen Hügel überbaut. Mit der Öffnung des Parks für ein breites Publikum und der zeitgleichen Eröffnung der Galerie m ging die Platzierung zeitgenössischer Skulpturen im Park einher. Bei Auslaufen des Pachtvertrags 2000 waren konservatorische Maßnahmen an den Ruinen nötig, denn Baumwurzeln gefährdeten das Mauerwerk. Die Sanierungskosten wurden mit 290.000 Euro veranschlagt, die aber weder die Stadt noch der Eigentümer zahlen wollten. Im September 2005 mussten die Reste beider Bauwerke mit Bauzäunen abgesperrt werden, weil herunterfallende Steinbrocken Besucher gefährdeten.
Der geplante Bau eines Veranstaltungs- und Ausstellungsgebäudes im Bereich des einstigen Herrenhauses bedingte eine zuvor durchgeführte Grabung auf dem Areal, um die seinerzeit noch untertägig erhaltene Bausubstanz zu dokumentieren. Die Hauptgrabung begann im April 2009 und dauerte nur 24 Tage. Dabei wurden das Tonnengewölbe im Keller abgerissen und alle Einbauten des 18. bis 20. Jahrhunderts entfernt. Ursprünglich war eigentlich geplant, das Kellergewölbe zu erhalten. Durch die bei der Ausgrabung gemachten Funde konnte die bis dahin überlieferte Geschichte des Schultenhofes an einigen Stellen korrigiert werden. Eine weitere Grabung fand ab Juli 2014 im Bereich der ehemaligen Vorburg statt, weil auf ihrem Areal das Museum unter Tage errichtet werden sollte. Dabei wurden die Fundamente der östlichen Bebauung und eines Torhauses freigelegt.

### Heutige Nutzung
Durch einen neuen Pachtvertrag, den die Stadt Bochum mit der Eigentümerfamilie des Weitmarer Parks geschlossen hat, liegen Pflege und Erhaltung des Parks sowie der denkmalgeschützten Ruinen bis 2026 weiterhin in städtischer Hand.

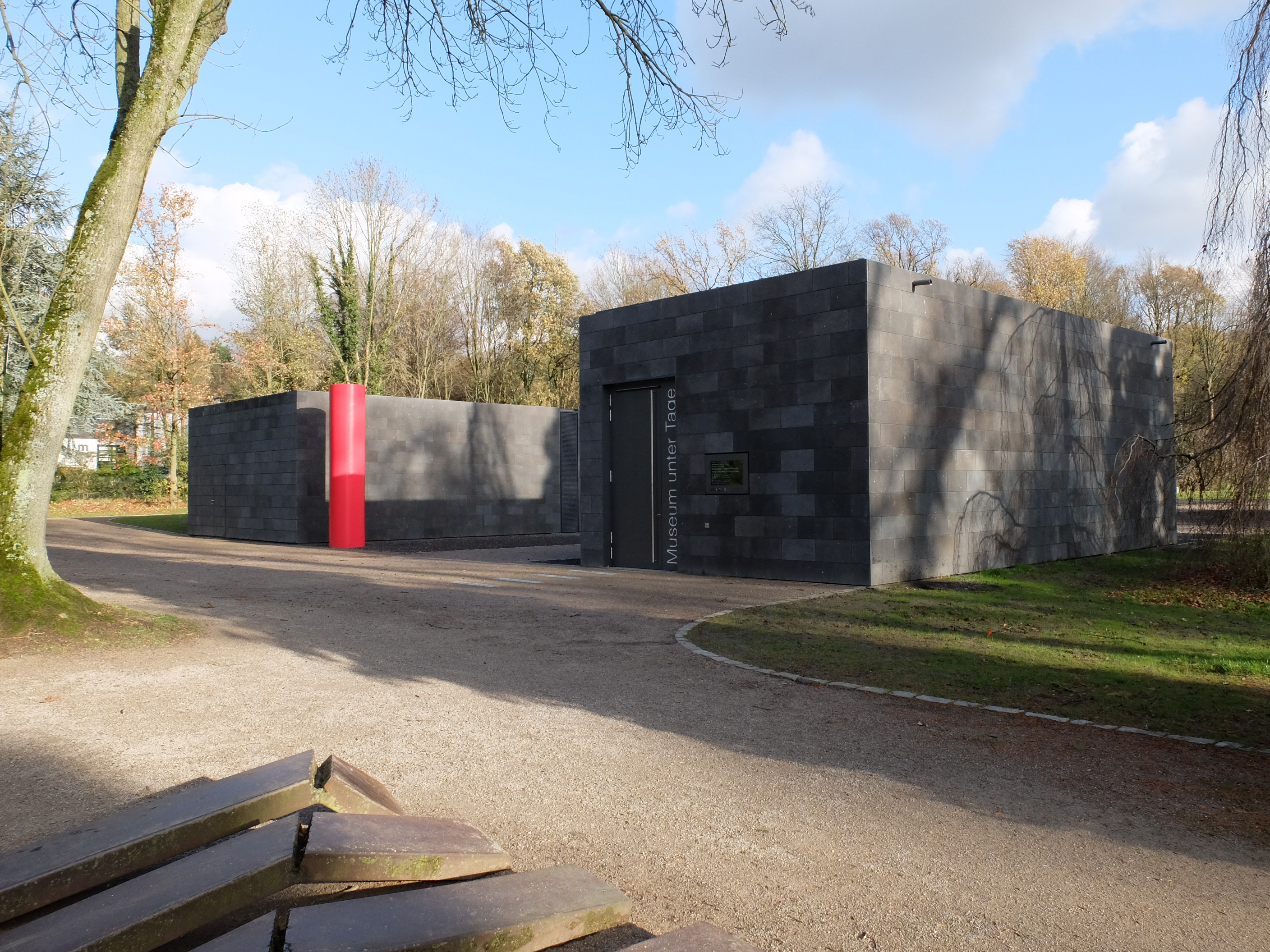
Das „Museum unter Tage“

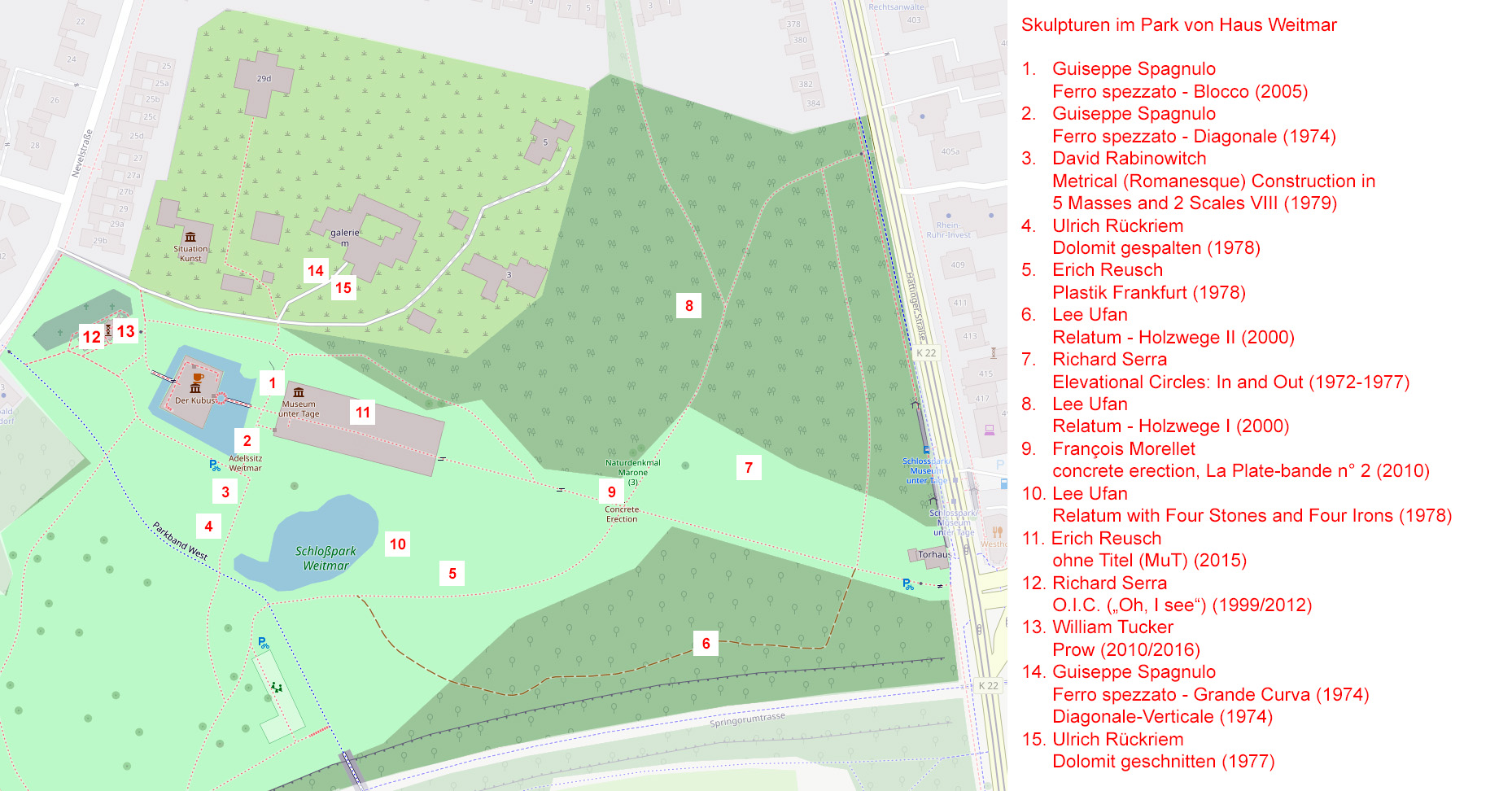
Skulpturen im Schlosspark

Auf Initiative Alexander von Berswordt-Wallrabes entstand ab Ende der 1980er Jahre im Park von Haus Weitmar die Situation Kunst (für Max Imdahl), eine zeitgenössische Kunstsammlung mit Skulpturen und Bildern, die er 1990 der Kunstsammlung der Ruhr-Universität Bochum schenkte. Die Sammlung entstand im Andenken an den Kunsthistoriker Max Imdahl, der 1965 erster Inhaber des Lehrstuhls für Kunstgeschichte an der Bochumer Universität wurde. Für Situation Kunst wurde im Mai 2010 im Rahmen des RUHR.2010-Kulturhauptstadtjahres ein Gebäude fertiggestellt, das etwa 1200 Quadratmeter Fläche für kulturelle und wissenschaftliche Veranstaltungen, Ausstellungen sowie Lager- und Arbeitsräume zur Verfügung stellt. Das „Kubus“ genannte Gebäude wurde nach Entwürfen der Architekten Pfeiffer, Ellermann und Preckel aus Münster errichtet und in die Weitmarer Herrenhausruine hineingebaut. Im Zuge seiner Fertigstellung wurde die alte Gräfte des Anwesens wieder mit Wasser gefüllt. Am 13. November 2015 eröffnete mit dem Museum unter Tage (MuT) eine unterirdische Erweiterung der Situation Kunst.
Der Park selbst dient auch als Kunstfläche. An verschiedenen Standorten sind Kunstwerke der Konkreten Kunst zu sehen. Die vertretenden, in der Kunstszene sehr bekannten Künstler, sind François Morellet, David Rabinowitch, Erich Reusch, Ulrich Rückriem, Richard Serra, Giuseppe Spagnulo, William Tucker und Lee Ufan.

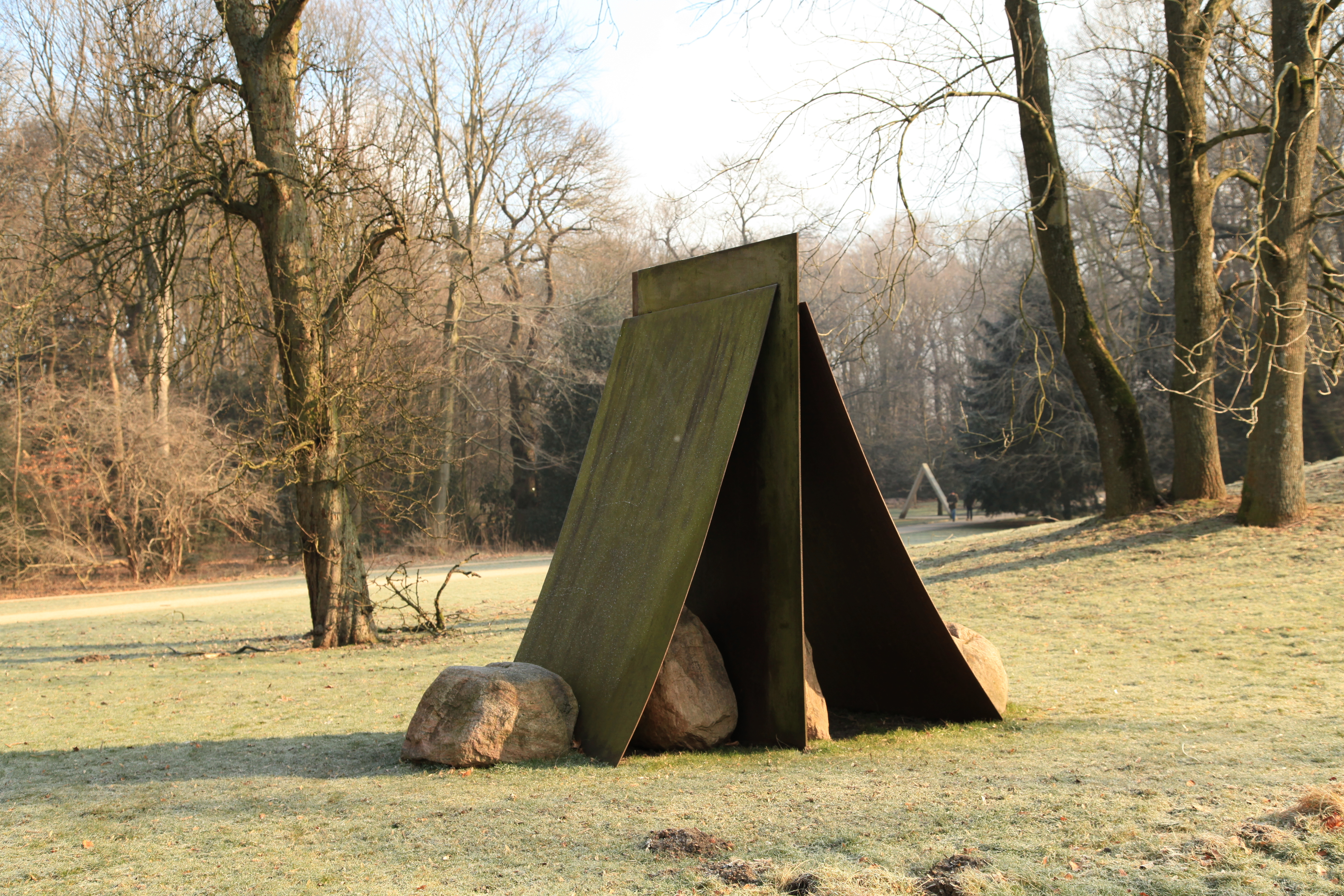
Lee Ufan: Relatum with Four Stones and Four Irons
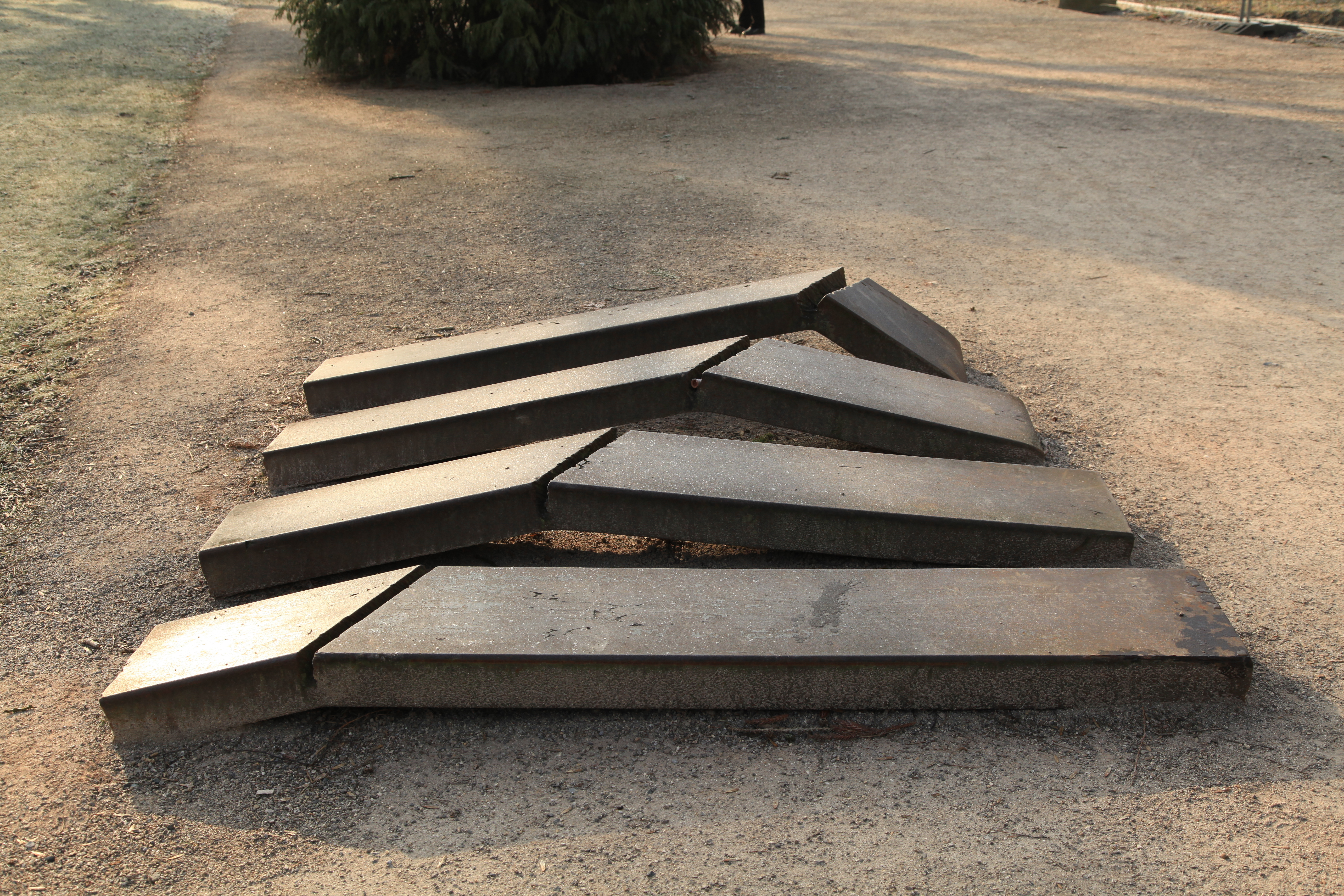
Giuseppe Spagnulo: Ferro spezzato - Diagonale
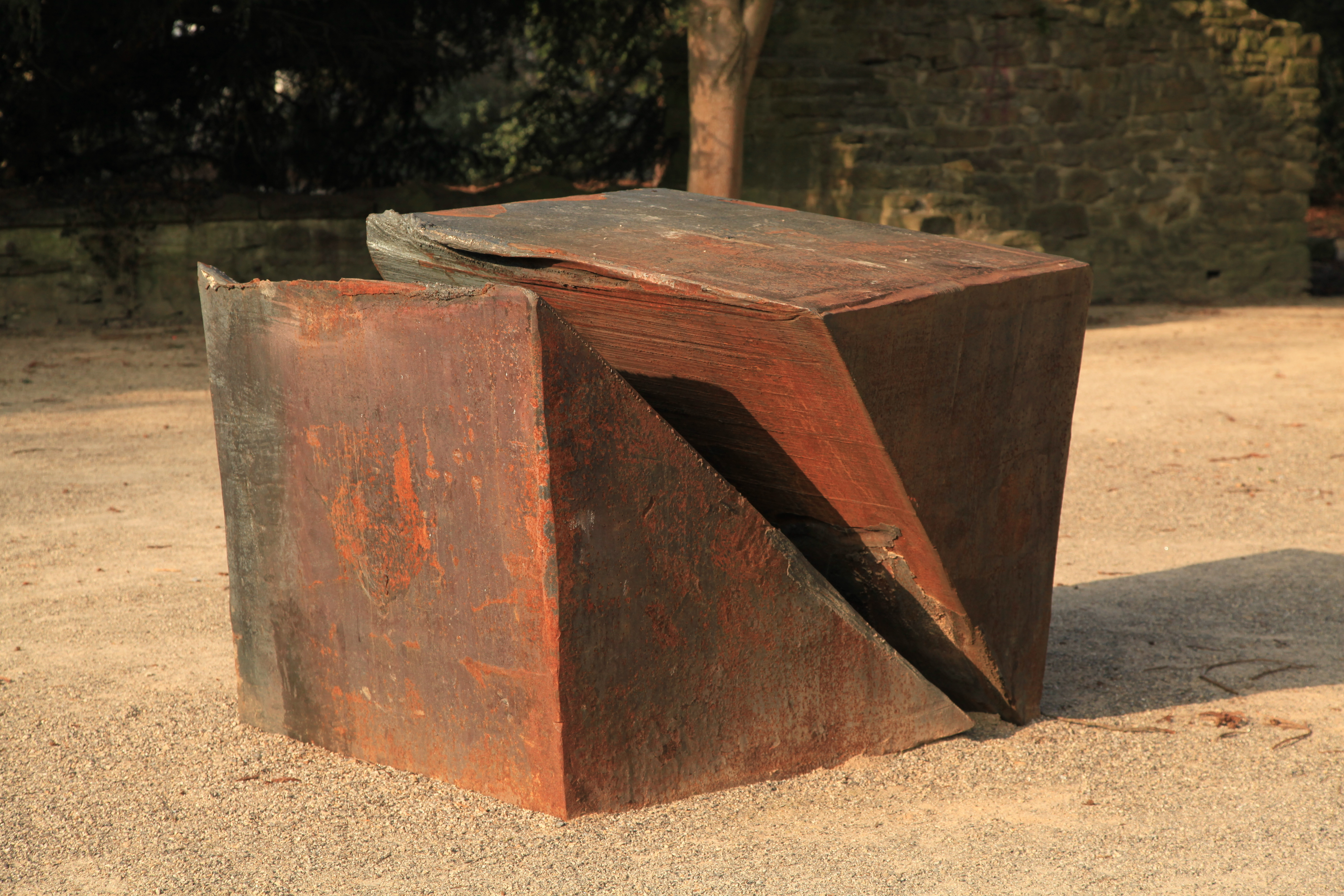
Giuseppe Spagnulo: Ferro spezzato - Blocco
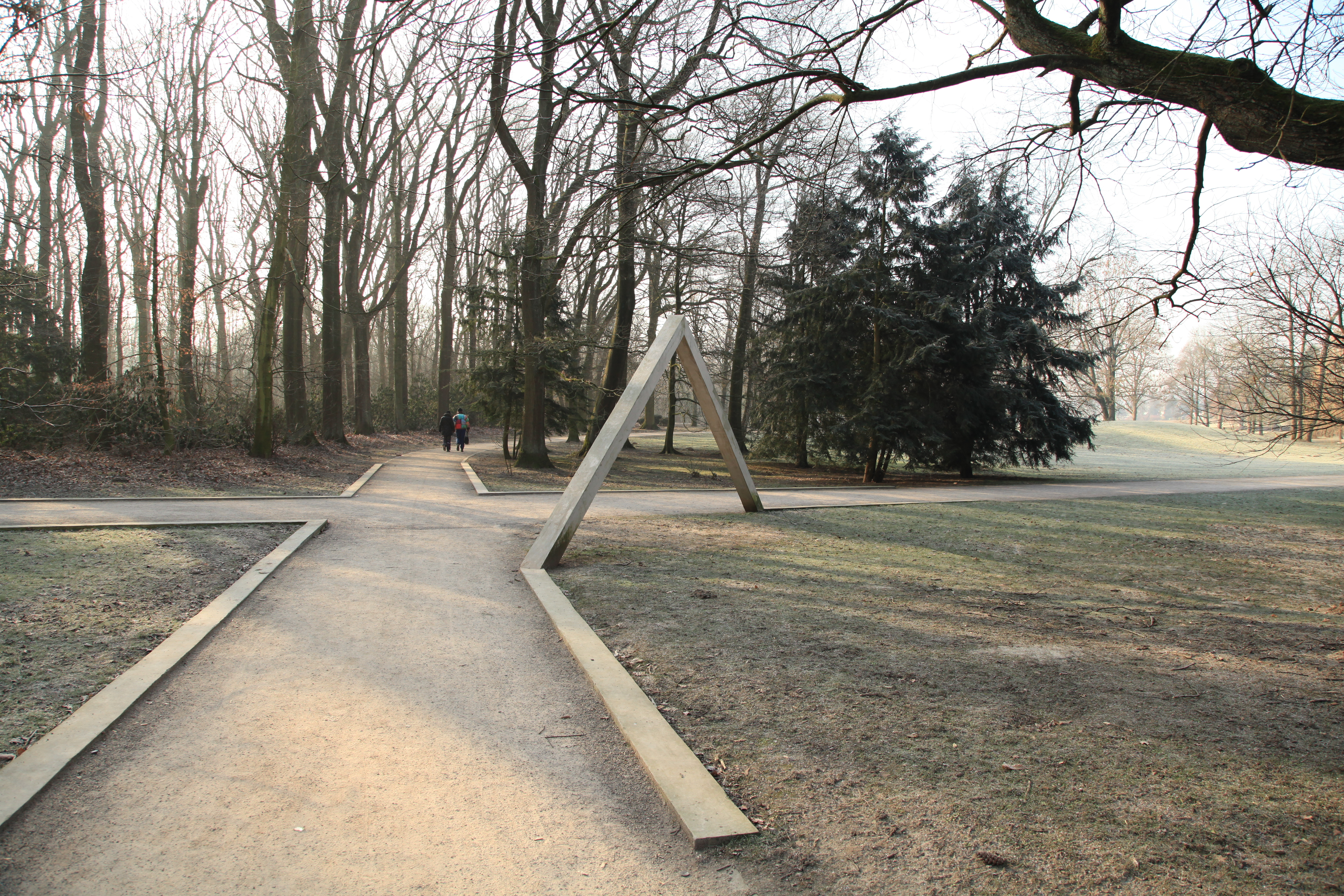
François Morellet: concrete erection, La Plate-bande n° 2
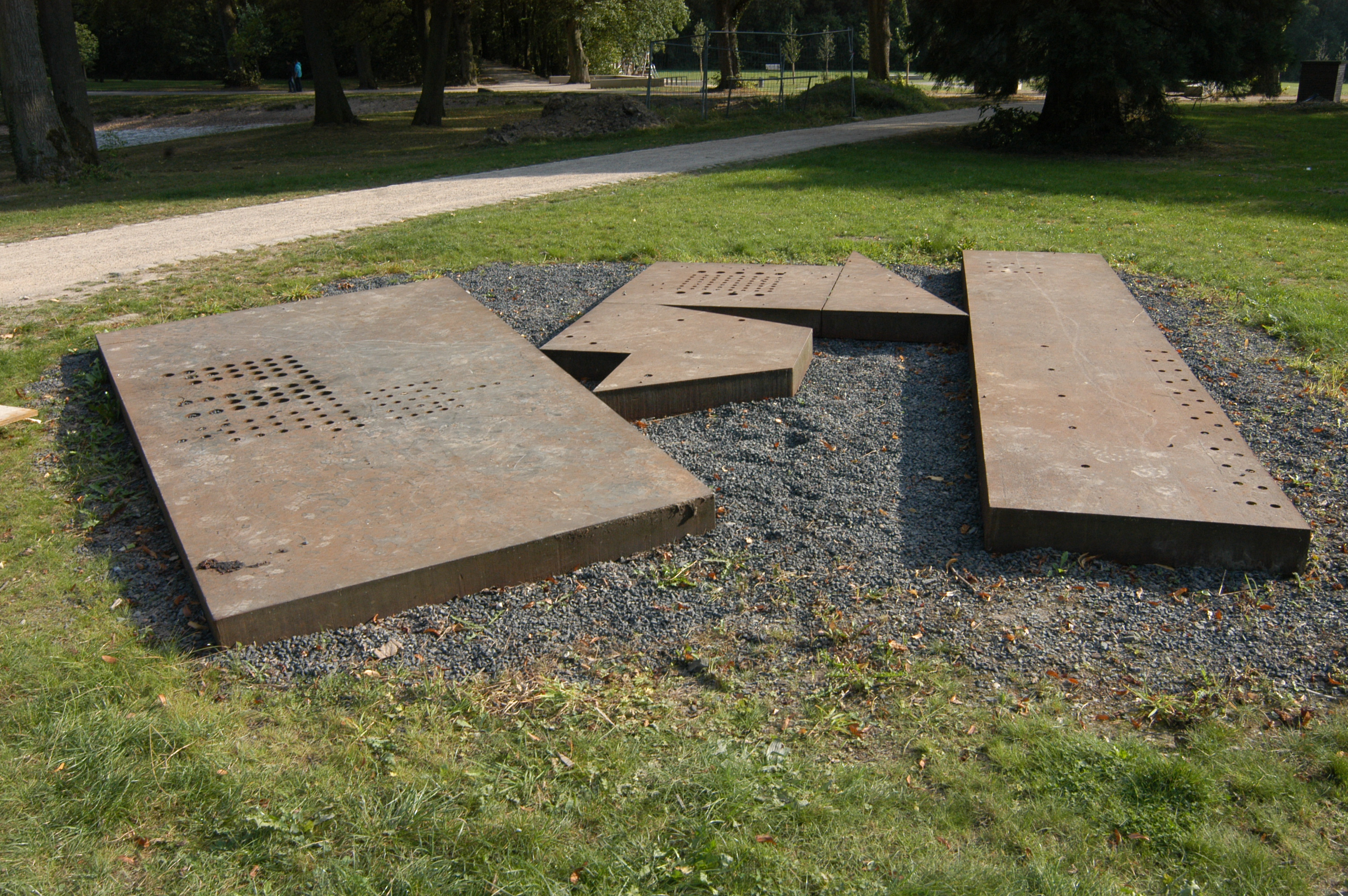
David Rabinowitch: Metrical (Romanesque) Construction in 5 Masses and 2 Scales VIII

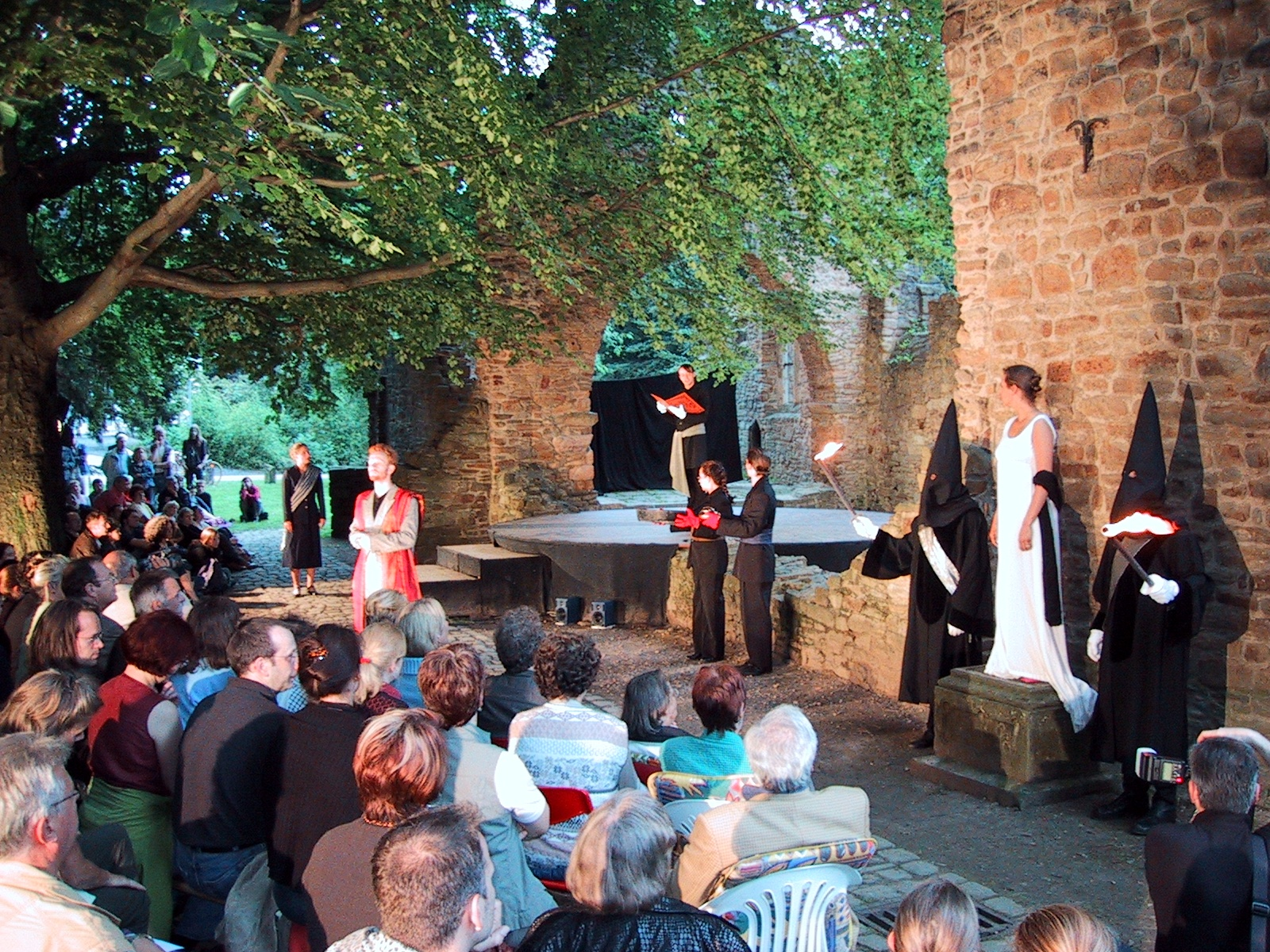
Aufführung der Schauspielschüler, 2001

Ganz im Zeichen der Kunst stand früher auch seit 1992 bis 2010 jedes Jahr im Sommer der Auftritt von Schülern der Schauspielschule Bochum im Park. Dabei wurden traditionell ein Stück oder Szenen von Shakespeare gezeigt. Die eintrittsfreien Vorstellungen dieses Freilufttheaters wurden vom Bochumer Publikum sehr gut besucht. 2022 wurde, nach Jahren der Pause, wieder ein Stück aufgeführt, und seitdem als jährliche Veranstaltung wieder fortgesetzt.

## Beschreibung

### Herrenhaus und Vorburg
Herrenhaus und Vorburg standen früher auf zwei separaten Inseln, die inmitten eines durch die Linnebecke gespeisten Hausteichs (Gräfte) lagen. Eine lange Brücke führte auf die Vorburginsel mit Stall- und Speichergebäuden. Dort stand ab 1748 auch eine Kapelle, die später profaniert und als Stallung genutzt wurde. Über ihrem Eingang befanden sich die Wappen der Familien von Hasenkamp und von Eerde.
Eine heute noch erhaltene einbogige Brücke aus Bruchsteinmauerwerk führte von der Vorburginsel über die Gräfte zum schlichten, zweigeschossigen Herrenhaus. Das Gebäude entstand in drei Bauphasen. Vermutlich in der ersten Hälfte des 13. Jahrhunderts wurde ein 27 × 12 Meter messendes Zweiraumhaus errichtet, dessen Fundamente zwei Meter dick waren. Seine oberirdischen, zweischaligen Mauern aus Ruhrsandstein waren bis zu 1,40 Meter dick und umfassten mindestens zwei bis drei Geschosse. Dieser Bau wurde in der zweiten Hälfte des 15. Jahrhunderts an der Südostecke durch einen 9 × 10 Meter großen Anbau erweitert. Ende des 18. Jahrhunderts ließ die Familie von Berswordt-Wallrabe dieses L-förmige Gebäude zu einem fast querrechteckigen Haus mit mehrgeschossigem Mansarddach ausbauen. In dieser dritten Bauphase erhielt es auch einen tonnenüberwölbten Keller mit stichbogigen Fenstern. Seine leicht geknickte Fassade an der Ostseite resultierte wahrscheinlich aus dem nicht standsicheren Baugrund im Bereich der ehemaligen Gräfte, die zu jener Zeit trockengelegt wurde.
Von dem einstigen Herrenhaus sind heute nur noch die zweigeschossigen Außenmauern der Süd- und der Ostseite erhalten. Ihre rechteckigen Tür- und Fensteröffnungen besitzen Sandsteinfassungen. Am Mauerwerk sind noch Spuren von älteren Elementen wie zum Beispiel Aborterker und Kreuzstockfenster zu sehen. Eine doppelläufige, geschwungene Freitreppe führt zum Haupteingang.

Bauentwicklung des Hauses Weitmar
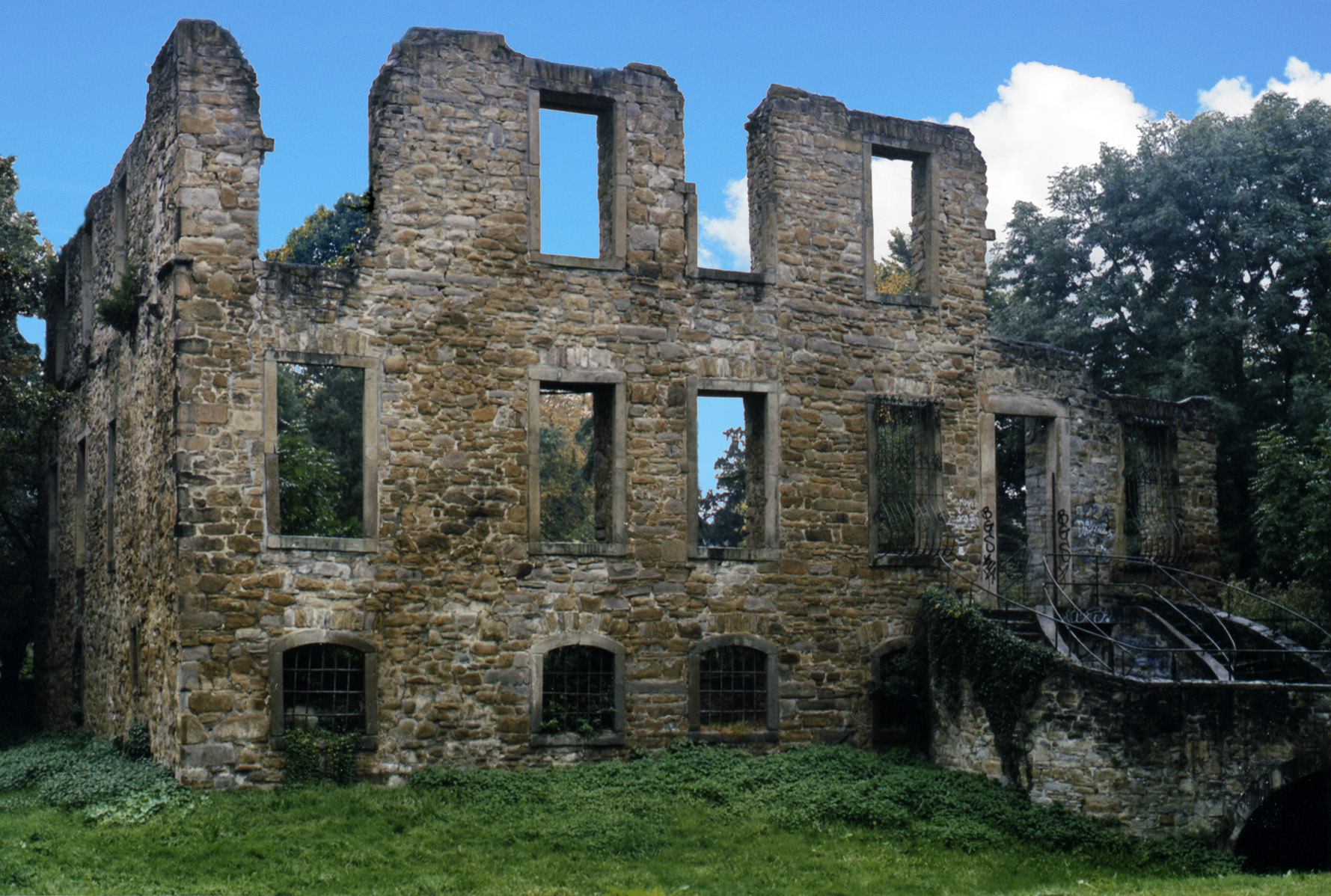
Die Herrenhausruine vor dem Bau des Kubus
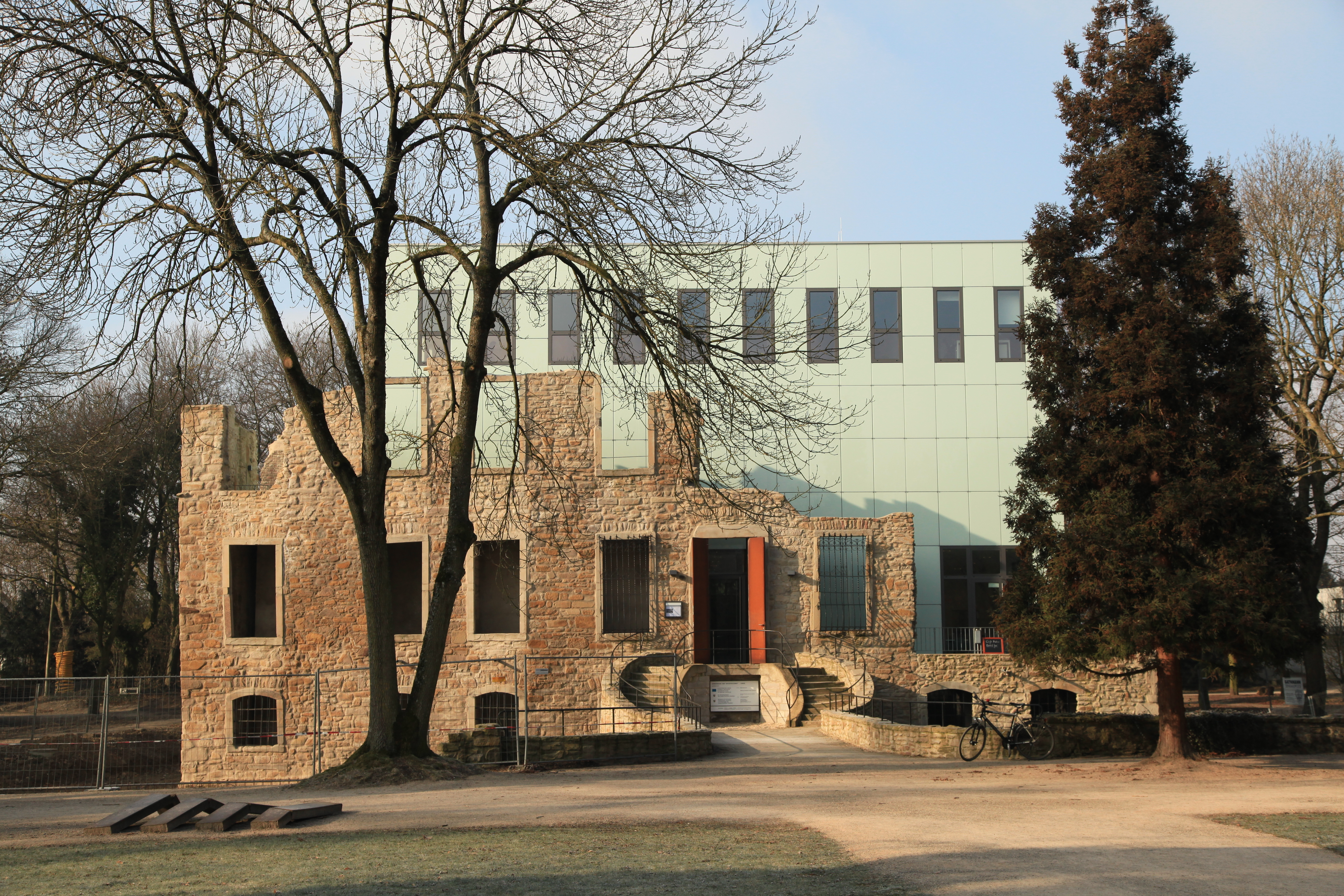
Herrenhausruine mit Kubus von Südosten
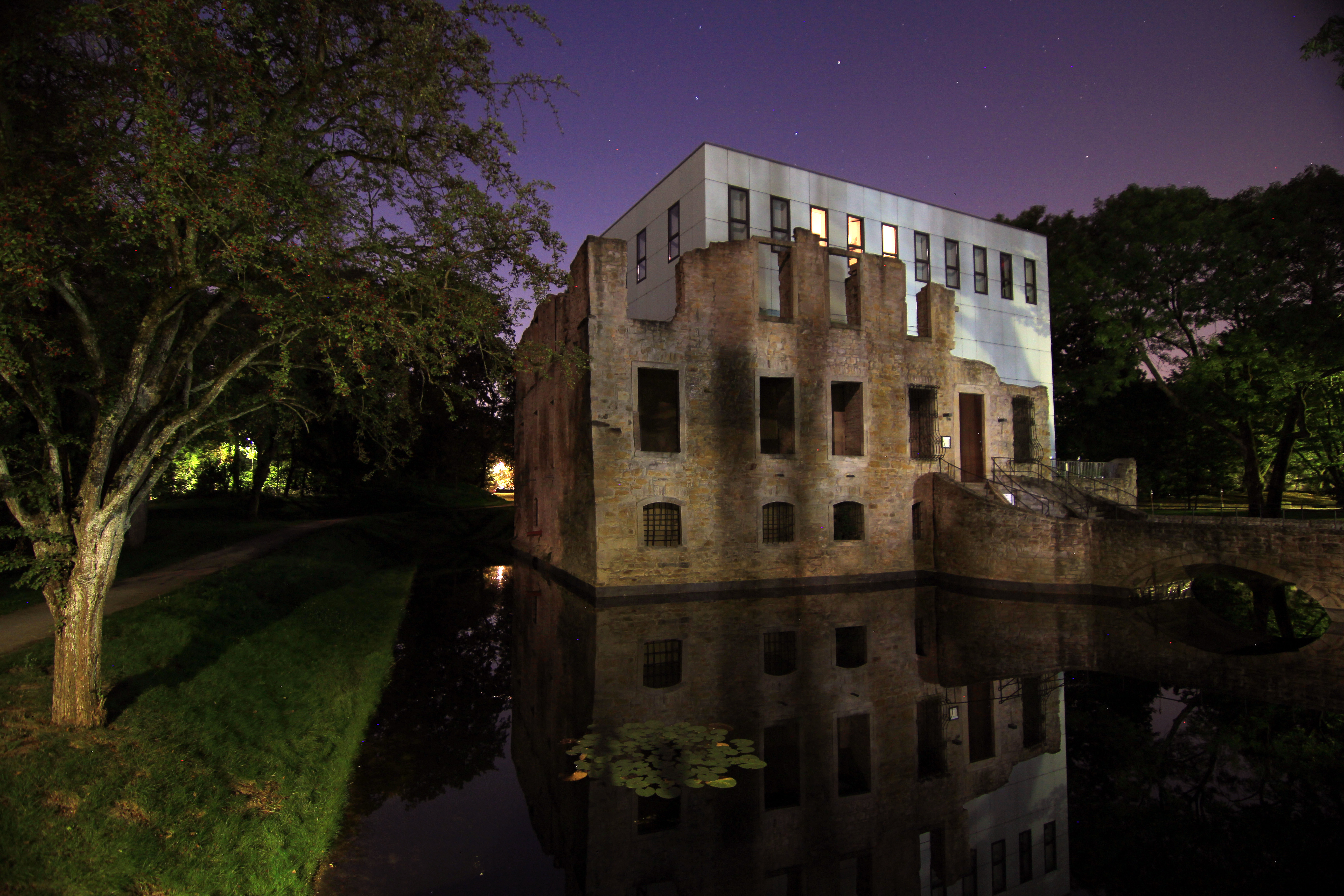
Herrenhausruine mit Kubus bei Nacht

### Sylvesterkapelle

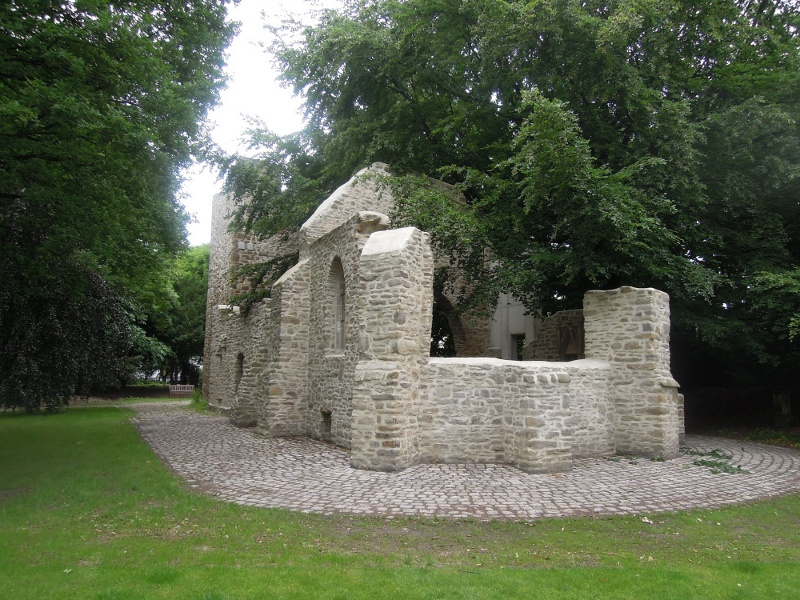
Ruine der Sylvesterkapelle im Park

Die 1397 erstmals urkundlich erwähnte Sylvesterkapelle steht nordwestlich des Herrenhauses und weist überwiegend gotische Elemente auf. Der kleine Friedhof neben der Kapelle zeugt davon, dass das Gotteshaus jahrhundertelang die Kirche der evangelischen Kirchengemeinde war. Teile ihres quadratischen Westturms zeigen noch romanische Formen. Der Turm besitzt ein rundbogiges Portal mit darüberliegendem Ochsenauge. Im Obergeschoss sind noch die unteren Teile von ehemals rundbogigen Fenstern erhalten. Ein Rundbogendurchgang führt in das Langhaus, unter dem eine nicht zugängliche Gruft liegt. Dort sollen nach dem Bericht eines Weitmarer Pfarrers früher Mitglieder der Besitzerfamilien von Haus Weitmar und Haus Bärendorf bestattet worden sein. Die Südmauer des Langhauses ist noch bis zur Höhe der Fensterbänke erhalten, die Nordmauer ist aber nur noch im Sockelbereich vorhanden. An der Ostseite führt eine Spitzbogenöffnung in den spätgotischen Chor, der drei Stufen höher liegt als das Langhaus. Der quadratische Bereich besitzt einen 3/8-Schluss und Öffnungen für Spitzbogenfenster. Die Konsolen für das einstige Chorgewölbe sind noch erhalten. An der Nordseite findet sich eine spätgotische Tabernakelnische mit bekrönendem Wimperg. Dieser gegenüber liegt eine dreieckige Lavabonische.
Die Kapelle ist schon seit Mitte des 19. Jahrhunderts baufällig gewesen. Die häufig vorzufindende Annahme, dass auch die Sylvesterkapelle durch Bomben zerstört wurde, findet sich auch manchmal in der Literatur. Aber dies Schicksal betrifft die oben genannte Hauskapelle des Hauses Weitmar.
In der Ruine stehen drei Grabplatten. Sie stammen aus dem Umfeld der Kapelle und wurden dort in den 1970er Jahren aufgestellt. Auf ihnen finden sich die Sterbejahre 1625, 1705 und 1765. Außerhalb des Gebäudes sind noch Grabsteine des ehemaligen Friedhofs zu finden.

### Schlosspark

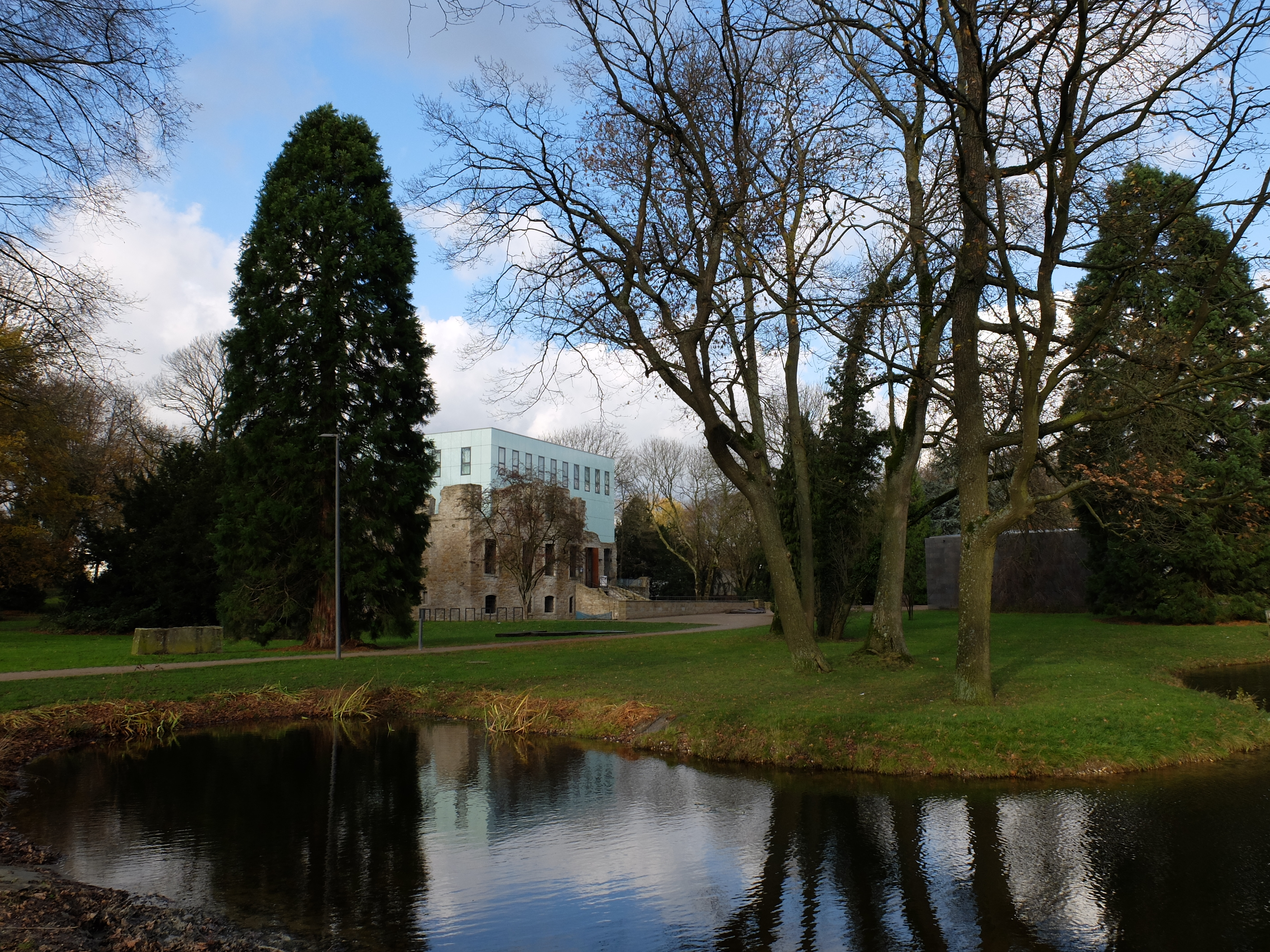
Der Schlosspark

Haus Weitmar ist von einem 7,8 Hektar großen Park umgeben, der Schlosspark genannt wird und zuletzt 2010 instand gesetzt wurde. Der Landschaftspark besteht aus größeren Rasenflächen mit Solitärgehölzen, einem Teich und einem Eichen-Buchen-Wald, der die Rasenflächen umgibt. Sein dominierendes Gestaltungselement ist die lange Zufahrtachse, die von Osten kommend auf das Herrenhaus zuführt. An ihrem Startpunkt an der Hattinger Straße steht ein Pförtnerhaus mit Mansarddach und Ecktürmchen vom Beginn des 20. Jahrhunderts. Direkt daneben befindet sich eine Toranlage, deren großes zweiflügeliges Haupttor zwei achteckige Torpfeiler aus Sandstein mit bekrönenden Laternen besitzt. Die Pfeiler zeigen Wappen mit Eber und Lilie als Zeichen für die Familien Berswordt und Wallrabe. Das Gittertor ist aus Schmiedeeisen gefertigt und besteht aus Elementen in Form von Bögen, Blattwerk und züngelnden Spitzen. Rechts und links des Haupttores gibt es zwei kleinere Nebentore, deren viereckige Pfeiler von kugelförmigen Gebilden abgeschlossen sind.
Im Park des Hauses Weitmar stehen zahlreiche zum Teil Jahrhunderte alte Bäume. Ziersträucher füllen Lücken, die durch Absterben und Überalterung des Bewuchses entstanden. Zu den wertvollsten Pflanzen im Park gehören Edelkastanien mit einem Stammumfang bis zu vier Metern, Rotbuchen mit einem Umfang bis zu drei Metern und in Deutschland seltene Eiben sowie Eichen mit ähnlich großen Stammumfängen. Kurios ist eine drehwüchsige Rotbuche. Bis zum Jahr 2000 stand dort auch der älteste Baum Bochums, eine 1740 gepflanzte Süntelbuche, bis sie durch Brandstiftung auseinanderbrach. Der Baum ging in den folgenden Jahren ein.
Erwähnenswert ist auch eine Gruppe von Findlingen, die aus unterschiedlichen Gesteinsarten bestehen. Zu finden sind unter anderem Granit, Gneis, Gabbro und Porphyr. Die großen Steine wurden von früheren Besitzern des Hauses Weitmar zusammengetragen.

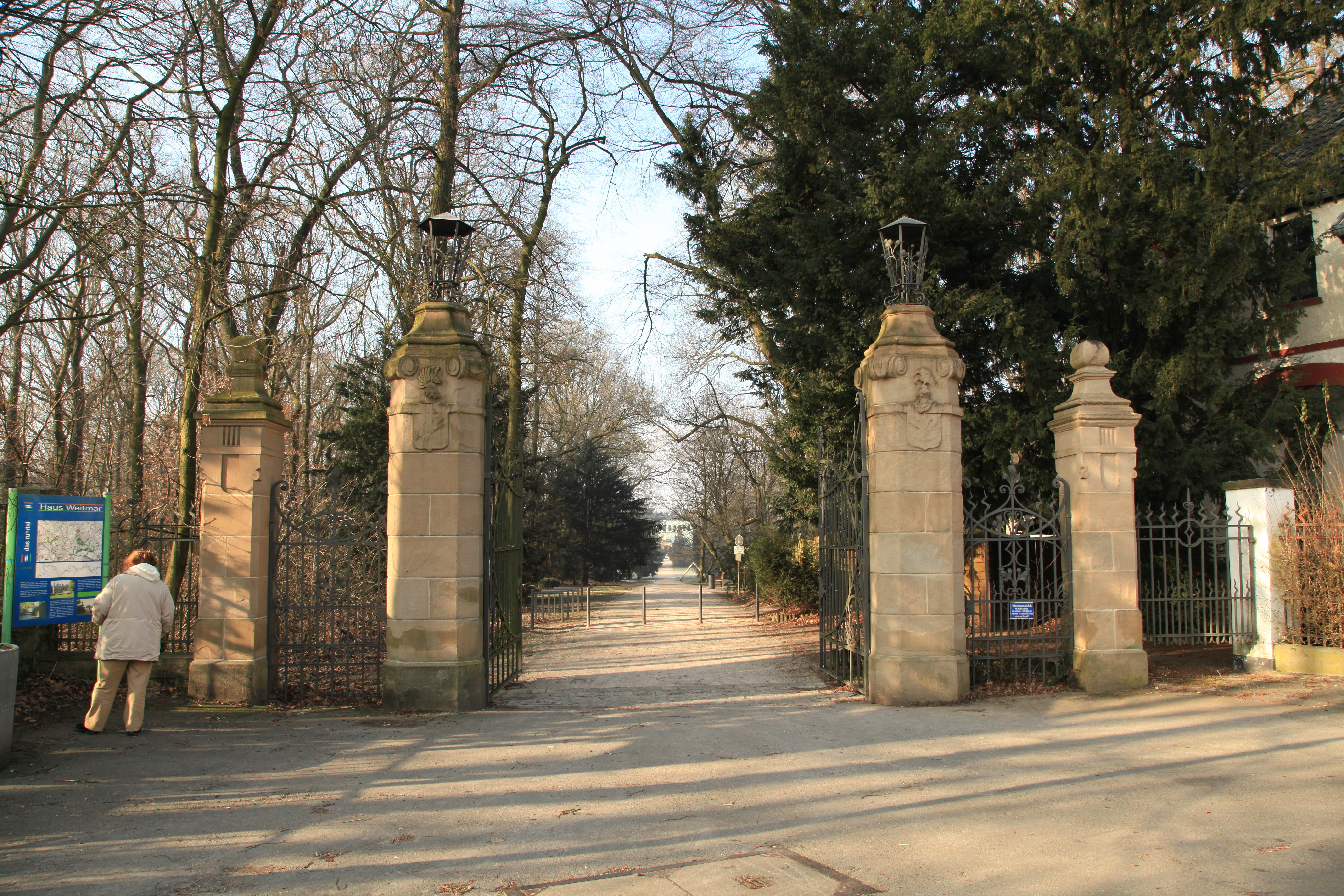
Toranlage
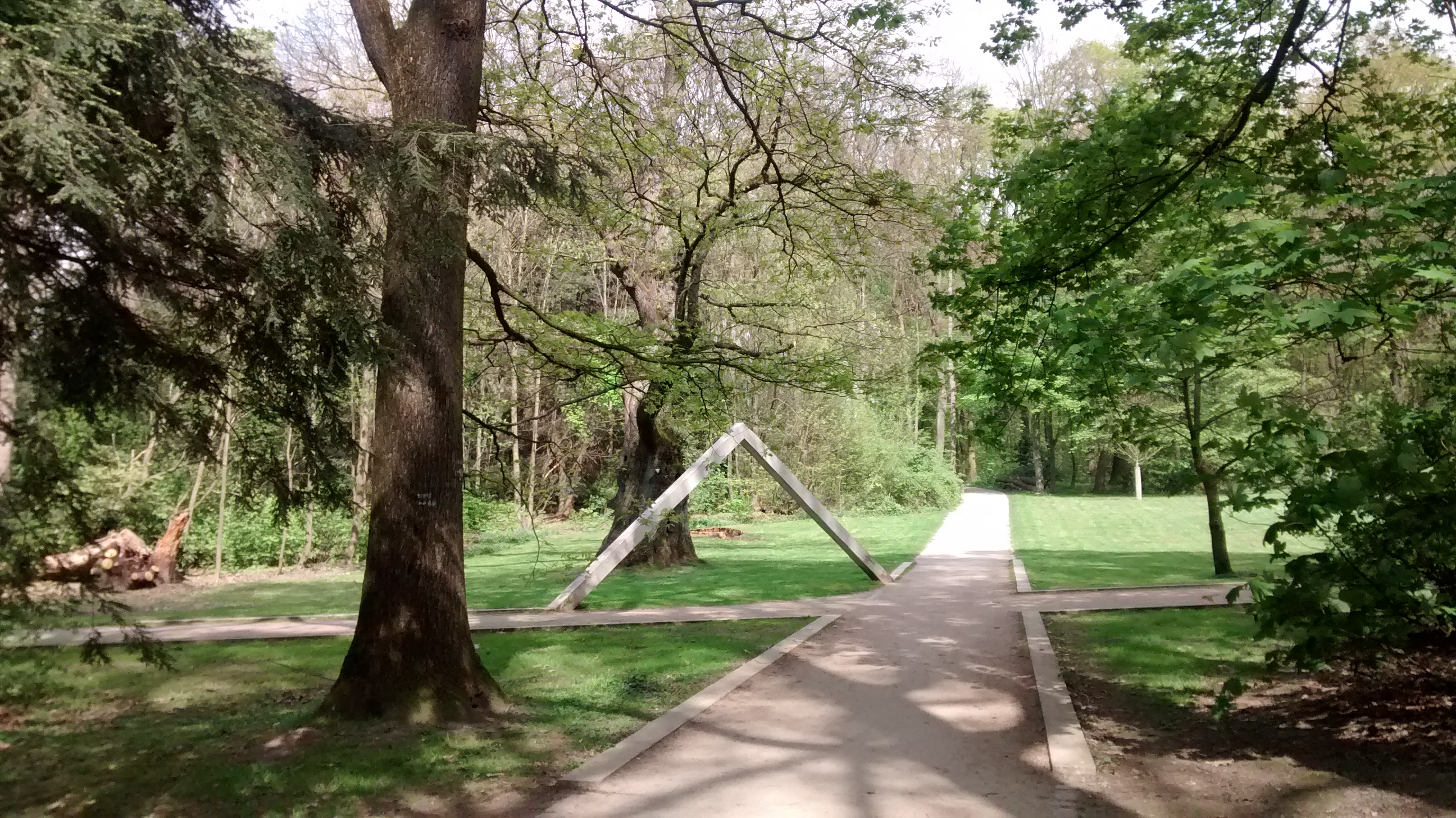
Partie im Schlosspark
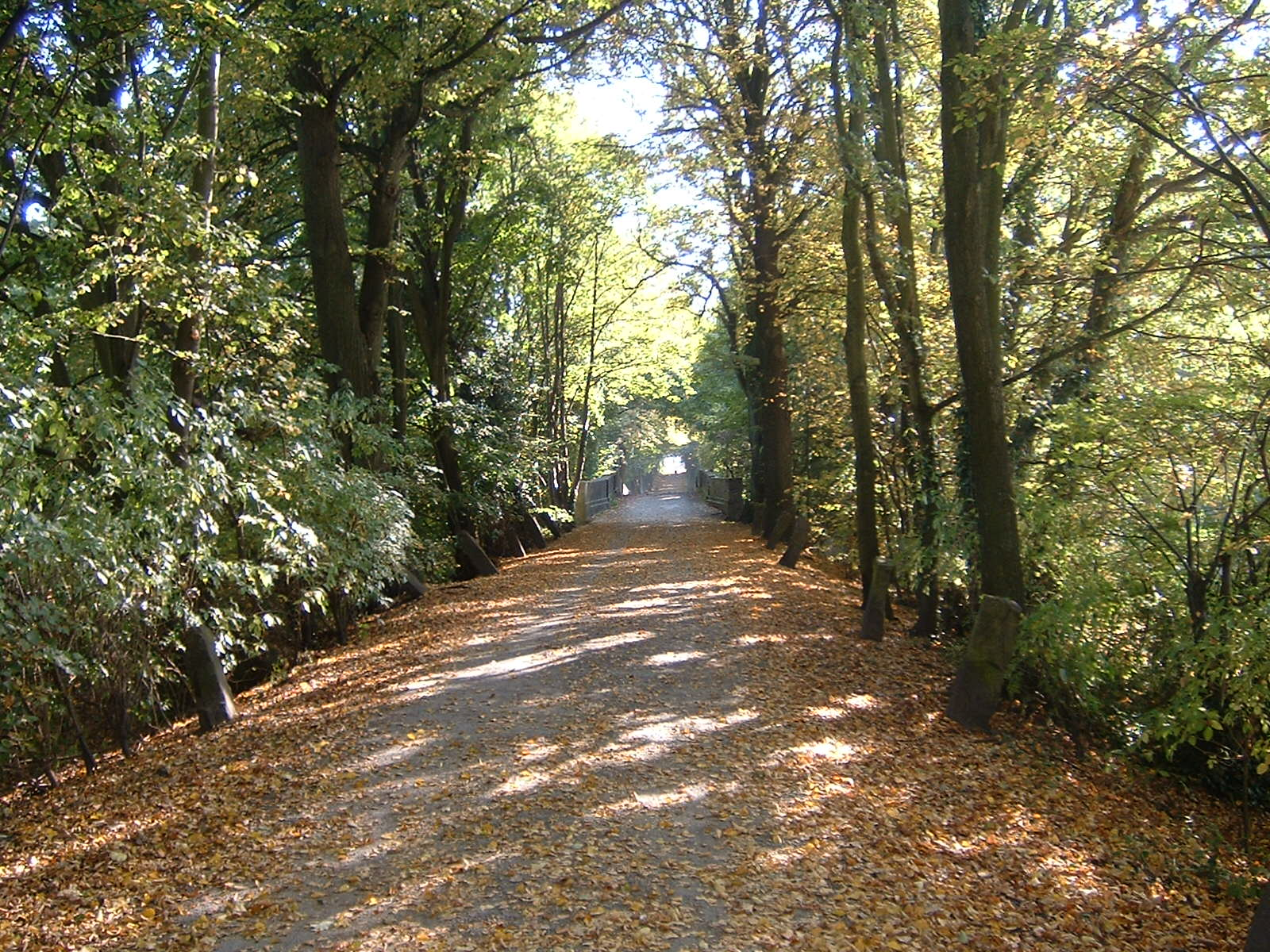
Allee im Schlosspark
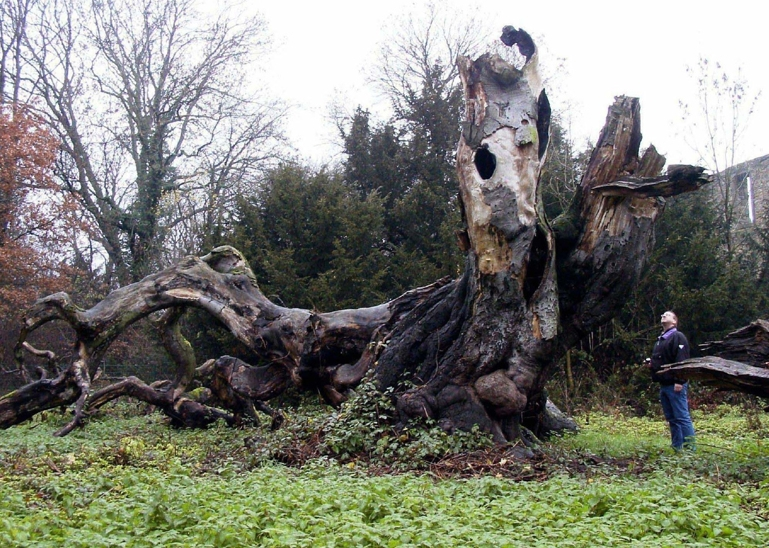
Die Süntelbuche, einst ältester Baum Bochums